# Forsthof (Cunnersdorf)
Forsthof (česky Lesní dvůr) v saském Cunnersdorfu (místní část obce Gohrisch) je renesanční areál bývalého sídla vrchního lesníka. Hlavní budova zámečku pochází z roku 1604 a je doplněna dalšími stavbami (hospodářská budova s bránou, dům zahradníka či opěrná zeď).

## Historie
Původní rytířský statek odkoupil roku 1556 za částku 425 zlatých od Thomase Kittela saský vévoda August (1526–1586). Majetek byl však pravděpodobně brzy prodán, protože v dochované listině je zmiňován prodej Kresseho rychty za účelem výstavby lesního dvora k roku 1591 nebo 1601. Výstavba dochované hlavní budovy zámečku je datována rokem 1604.. Po této přestavbě sloužil areál jako sídlo vrchního lesníka. Z této doby se dochoval panský dům a dům s bránou, i když obě stavby v sobě mohou uchovávat ještě starší stavební části. Roku 1639  vyplenilo Forsthof během třicetileté války saské vojsko. Od roku 1776 do 20. století vlastnili zámeček svobodní páni von Friesen, podle nichž byl také nazýván Friesenhof. V roce 1872 byl přeložen úřad vrchního lesníka do Lichtenhainu. V roce 1922 získala Forsthof v dědictví rodina Haeblerových, která provedla rozsáhlou rekonstrukci. V období po druhé světové válce přešel do vlastnictví obce Cunnersdorf a sloužil k obytným účelům.
Forsthof je chráněný jako nemovitá kulturní památka pod čísly 09305822 (celý areál, včetně domu zahradníka, nádvoří a parku) a 09223495 (panský dům a hospodářská budova s bránou). Důvodem pro památkovou ochranu je stavebně-historická a kulturní hodnota, protože celý areál výrazně dotváří ráz venkovského sídla. Panský dům je využíván k obytným účelům.

## Popis
Součástí celého areálu je samotný panský dům (zámeček), hospodářská budova s bránou, dům zahradníka a dvě vedlejší budovy včetně dlážděného nádvoří, opěrné zdi a parku. Panský dům je reprezentativní honosná budova s výškou 22,7 metru (k hřebenu střechy). Celková výška, k vrcholu střešní věže s hodinami, dosahuje 28 metrů. Podsklepené přízemí má mohutnou zeď vystavěnou z polních kamenů, přičemž šířka zdi na vstupní straně dosahuje 75 centimetrů. Halu, kuchyň a sklad uzavírá hřebenová klenba. Průčelí zdobí portál, z jehož oblouku vybíhá špice. Jeho součástí je také kurfiřtský znak z roku 1607 s nápisem „C.D.II.H.Z.S.C.F“ znamenajícím Christian Der II Herzog Zu Sachsen Curfürst Fecit, česky „Postavil Christian II. vévoda saský, kurfiřt“. Autorství umělecky propracované kartuše se přisuzuje dílně renesančního sochaře Michaela Schwenkeho. Chodba je ovlivněna rodinou Haeblerových, která nechala v roce 1922 dům zrekonstruovat, přičemž byl navrácen krb doplněný o expresionistické znaky. Hlavní schodiště pochází z 19. století. Dvě horní patra mají hrázděnou konstrukci, která je překrytá dřevěným bedněním, které bylo instalováno až po roce 1860. Původní budova měla pouze jedno patro se svatoondřejskými kříži, které se dochovaly, druhé patro přibylo v 18. století. Třípodlažní střešní konstrukce, pocházející z roku 1777 (včetně vížky), je kombinací dvojité stojaté a ležaté konstrukce.
Dvoupatrová hospodářská budova s bránou a sedlovou střechou je dlouhá asi 35 metrů. Okapovou stranou se táhne podél hlavní ulice. V přízemí jsou umístěny stáje s různými klenbami (křížová klenba a česká placka). Z nádvorní strany přiléhá válcová schodišťová věž s úzkými renesančními okny. Vede do místností v horním patře, jehož přístupová chodba byla na začátku 19. století přesunuta na druhou dlouhou stranu. Jihovýchodní část budovy tvoří dvě přízemní hospodářské budovy z lomového kamene, postavené kolem roku 1820. 
Na sever od zámečku stojí dům zahradníka, který byl v dobách NDR stavebně změněn. Zachovala se valená klenba, která zabírá celý půdorys budovy.

## Galerie

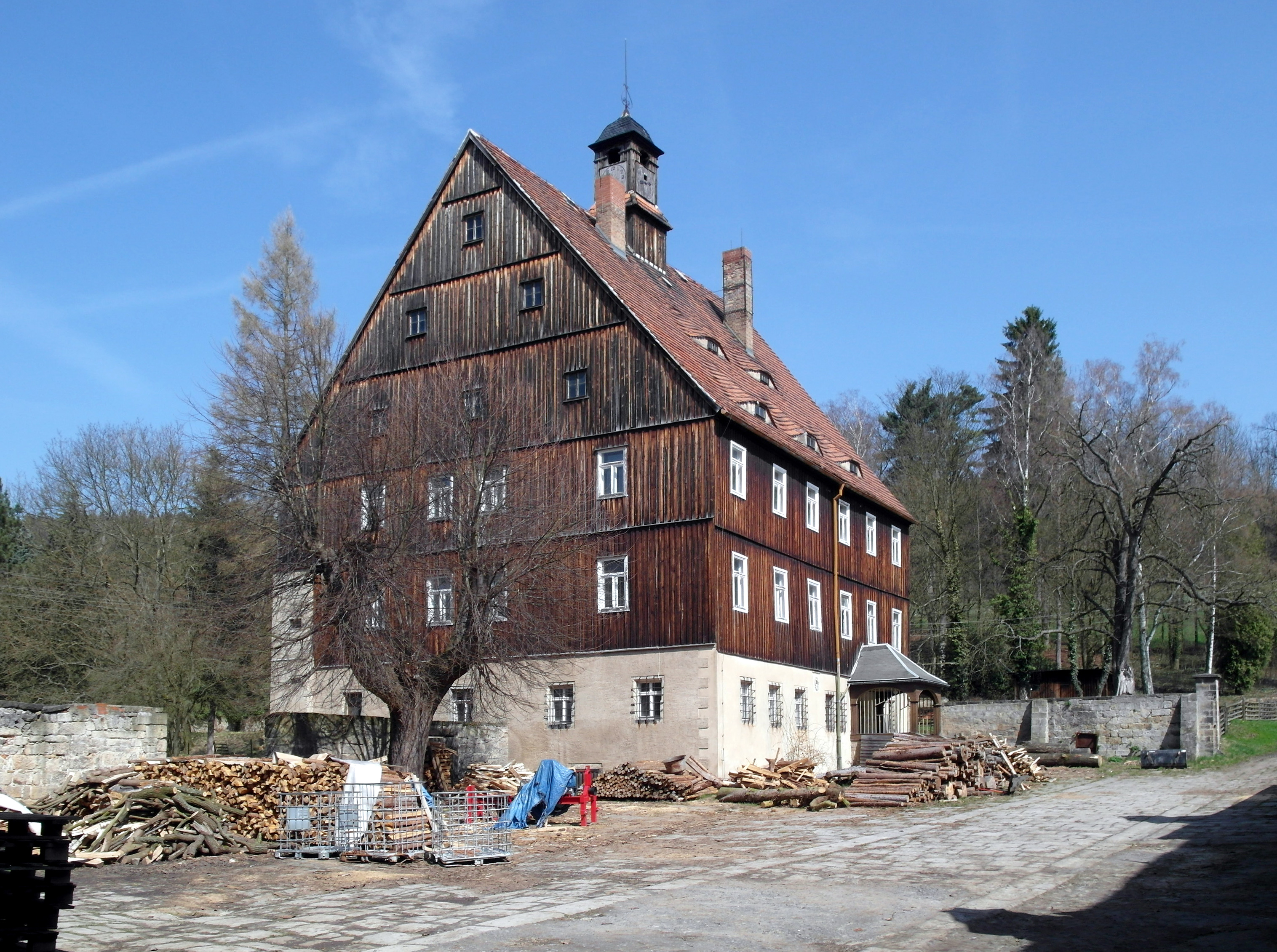
Pohled na zámeček ze dvora
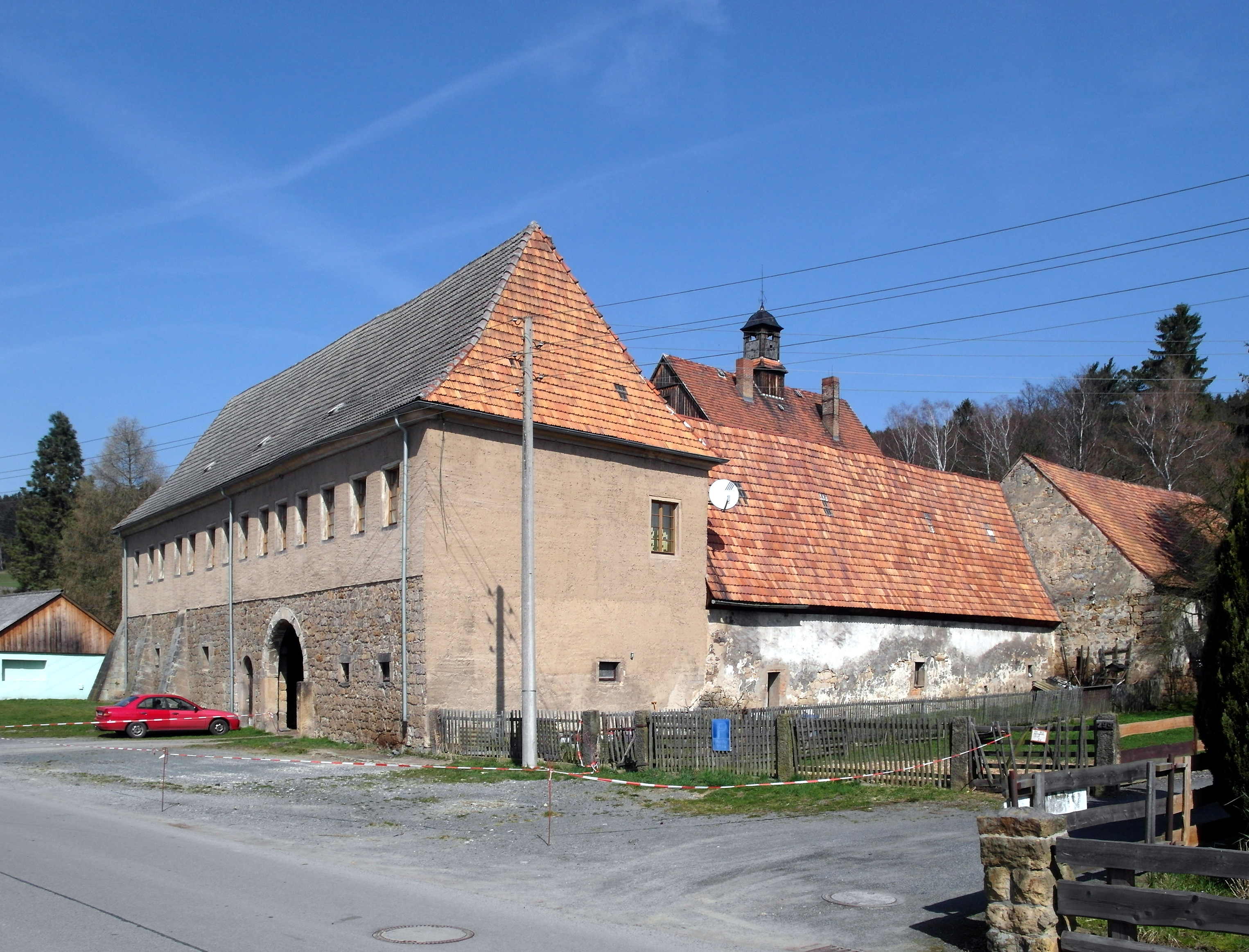
Hospodářská budova s bránou